# 巨龙镇 (蓬安县)
巨龙镇，是中华人民共和国四川省南充市蓬安县下辖的一个乡镇级行政单位。2019年10月，撤销高庙乡、龙云镇、群乐乡，将其所属行政区域划归巨龙镇管辖。

## 行政区划
巨龙镇下辖以下地区：
巨龙街道社区、巨龙村、双龙村、光明村、羊角嘴村、丰收村、分水岭村、合作村、马家嘴村、东来村、关家坪村、观音沟村、龙眼村、大山岭村、石鸭子村、金龟村、东岳村、七一村和双马村、
大桥坝村、文桐村、白虎村、柏林村、贾家桥村、高庙村、兔伏村、山合村、松柏村和马家沟村、
土桥子村、果园坝村、店子山村、双河井村、三河沟村、凤来安村、石碓窝村、玉宝山村、书房垭村和新店子村、
龙云社区、雷家坝村、大石坪村、乌山梁村、龙云寺村、梅子垭村、李家坪村、梅家寨村、柳树垭村、迎风山村和板桥子村。